# Mag Garden
Mag Garden (マッグガーデン Maggu Gāden) là một công ty chuyên xuất bản manga và các ấn bản phẩm liên quan đến manga. Công ty được Yoshihiro Hosaka cùng các cựu mangaka của Enix (nay là Square Enix) vào ngày 5 tháng 6 năm 2001, và đã hợp tác cùng Production I.G thành lập IG Port vào ngày 1 tháng 12 năm 2007, trở thành một thành viên của IG Port cùng với XEBEC.